# Warwari Ali Paixà
Warwari Ali Paixà de vegades transcrit Ali Paşa Varvarî (?- 1648) fou un governador i oficial otomà. El seu nom deriva de Warwar o Varvara a Bòsnia, on va néixer en data desconeguda al darrer quart del segle xvi. Va participar en la campanya turca contra Erevan el 1635 on fou comandant de la rereguarda, i el 1638 en la campanya de Bagdad on fou ferit. Llavors fou nomenat governador de Rumèlia; entre 1640 i 1644 fou nomenat per sis llocs de govern: a Manisa, Van, Anadolu, Adana, Diyarbekir i Bolu. Va demanar ser governador de Bòsnia que li fou atorgada el 1644 per influència del gran visir Sultanzade Semiz Mehmed Paixà. El 1648 fou governador de Sivas i va fer front a una revolta local dirigida contra el governador en tant que representant del govern otomà, i fou fet presoner pels rebels a la batalla de Çerkes, a l'Anatòlia central (maig del 1648) sent immediatament executat. Va deixar alguns escrits d'història.